# ثمرات الأوراق

## المؤلف
ابن حجة الحموي / (767 - 837 هـ = 1366 - 1433 م)  هو تقي الدين أبو بكر بن علي بن عبد الله بن حجة الحموي من أهل حماه، في سوريا. إمام أهل الأدب في عصره. شاعر جيد الإنشاء، زار مدينه القاهرة، والتقى بعلمائها، وملوكها. حسن الأخلاق والمروءة، فيه شيء من الزهو والإعجاب. اتخذ عمل الحرير، وعقد الأزهار صناعة له في صباه فعرف (بالأزراري)، ثم اتخذ الأدب صناعة له فبرع في فنونه. وكان يظهر سرقات الشعراء فتعصب عليه شعراء من مصر وصاروا يهجونه. توفي تقي الدين الحموي في حماة عن 70 عاماً.

## عن الكتاب
«ثمرات الأوراق» من الكتب الأدبية التي شُغٍفَ بها الأدباء في مطالع هذا العصر كتاب «ثمرات الأوراق» لمؤلفه الأديب البارع اابن حجة الحموي؛ لما حواه من محاسن الآداب، ومنتخب الطرف والنتف والاخبار، والمصطفى من الاشعار، والطريف من الرسائل والرحلات؛ مما اختاره من كتب الادب والتاريخ. ساق كل ذلك دون ترتيب أو تبويب أو عقد فصول أو عناوين؛ رغبة منه في امتاع قارئه، وإعانته على استيعابه دون ملل أو كلل، فهو يأخذ في حكاية عن النحويين، إلى أخرى عن الفقهاء، ثم ترجمة لإحدى الفرق إلى فصل عن الملوك؛ يسوق كل ذلك في سهولة ويسر؛ مما يهش له القلب وتستروح به النفس ويطمئن إليه الخاطر.
ويعتبر إحدى مجاميع المختارات الأدبية الرفيعة، وقد جاء تميزها لأسباب، يأتي في مقدمتها أن ابن حجة الحموي، لم يقصد بجمعها أن تكون كتاباً يحظى بالقبول عند عامة الناس، وإنما أراد أن يظهر بها مقدرته الأدبية، وينافح فيها عن منصبه الرسمي كرئيس لديوان الإنشاء الشريف في الديار المصرية والممالك الشامية، وشحن كتابه بطرائف رسائله، مجاورة رسائل كبار الكتاب، كالقاضي الفاضل، والشهاب محمود، والصلاح الصفدي، والصفي الحلي، وابن نباتة، وأبن الأثير، وكأنه بذلك يريد أن يقول للسعاة الذين عملوا على إخراجه من مصر، من هو ابن حجة الحموي. وهو في هذه المختارات يأخذك من حكاية عن الأدباء والحكماء، إلى طرفة عن اللغويين النحاة، إلى نكتة عن المحدثين والفقهاء، إلى نادرة عن الظرفاء والعشاق، متنقلاً بك بين مجالس الملوك، ومحافل الشيوخ، وخبايا التواريخ، وذخائر التصانيف. وبنظرة منك سريعة على سجل مؤلفاته تدرك الروافد المتميزة للكتاب، في عصر اجتمعت فيه إلى قصر كل واحد من الأعيان خزانة كتب عامرة، قدر لابن حجة أن ينهل من معظمها بما ضمنته له علاقاته الواسعة ومنصبه السياسي المرموق. وقد أوجز في مقدمته للكتاب تعريفه به إذ قال: (أما بعد، فإني وريت بتسمية هذا الكتاب بثمار الأوراق عالماً أن قطوفه لم تدن لغير ذوي الأذواق) ومن نوادره فيه نص رحلتين من رحلاته الأولى إلى دمشق في ذي القعدة من سنة 791هـ فكان شاهد عيان على إحراق دمشق بأمر الملك الظاهر برقوق... والثانية رحلته مع الملك المؤيد شيخ المحمودي لنقل وقائع حربه مع الدلغدارية في (ديار بكر وما حولها) من بلاد المسلمين، وذلك في رجب من سنة (816هـ) وكما كلف ابن حجة الحموي بكتابة وقائع هذه الحرب الشعواء، فقد صدر الأمر بتكليف الحافظ ابن حجر العسقلاني بقراءة نص هذه الرحلة في الجامع الأزهر وجامع السلطان المؤيد شيخ، وكان ابن حجة الحموي في التاسعة والأربعين من العمر، بينما كان الحافظ ابن حجر في الثالثة والأربعين. طبع الكتاب طبعات كثيرة، أولها في المطبعة الوهبية بمصر سنة 1300هـ، وطبع بمصر أيضاً سنة 1971م بتحقيق محمد أبو الفضل إبراهيم، معتمداً أربع مخطوطات، أقدمها نسخة دار الكتب المكتوبة سنة 1011هـ. وطبع أيضاً بتحقيق د. مفيد قميحة، ذهب في مقدمته له أن الكتاب ذيل للمستطرف من كل فن مستظرف.! 